# Yes California

Logo di Yes California

La California rispetto agli Stati Uniti

La Campagna di Indipendenza Yes California (in inglese Yes California Independence Campaign) è un comitato di azione politica americano, fondato da Louis J. Marinelli, che promuove la secessione dello stato della California dagli Stati Uniti.
L'organizzazione promosse un'iniziativa da inserire nel ballottaggio statale della California del 2018, che, se fosse passata, avrebbe ottenuto l'autorizzazione a effettuare un plebiscito per l'indipendenza che si sarebbe tenuto nel marzo 2019. Ciò nonostante gli sforzi dell'associazione non avvenne. Nel gennaio 2017, però, l'ufficio del segretario di Stato della California, Alex Padilla, ha consentito alla Yes California di effettuare una raccolta firme ufficiale per rimettere l'iniziativa sul ballottaggio .

## "Sovereign California" e "Yes California"
Prima della fondazione del movimento Yes California la principale associazione separatista era la storica "Sovereign California", ormai divenuta molto impopolare tra i cittadini che vide la sua dissoluzione ufficiale nel 2015. Dalle ceneri della Sovereign nacque l'attuale campagna che riscosse fin da subito un notevole ed inaspettato consenso tra i californiani. L'associazione ha adottato il suo nome e logo da "Yes Scotland", il gruppo separatista del referendum sull'indipendenza del 2014 in Scozia. Altri nomignoli che vennero attribuiti alla causa californiana, tutti basati su giochi di parole, furono Caleavefornia, Califrexit, e Calexit.

## Storia

### Elezioni presidenziali 2016
L'hashtag #calexit andò in tendenza nei social media in seguito all'elezione di Donald Trump alla presidenza nel novembre 2016, infatti in California la maggioranza della popolazione (il 61,5%) si era espresso in favore di Hillary Clinton, mentre il magnate newyorkese prese un magro 33,2%. Marinelli affermò che questa era la prova eclatante del divario politico tra lo stato californiano e la nazione americana, definendo la California più progressista rispetto al resto del Paese e dichiarando che i californiani sono in totale disaccordo sulle dichiarazioni di Trump in merito alle minoranze, componenti fondamentali della comunità californiana.
Fu così che si organizzarono proteste al di fuori del Campidoglio a Sacramento, anche se gli organizzatori affermarono che le proteste erano state pianificate con mesi di anticipo e sarebbero state tenute indipendentemente da chi avesse vinto le elezioni.

### Iniziative e raccolta firme
Il 21 novembre 2016, la campagna Yes California ha presentato un'iniziativa per la raccolta delle firme, con un emendamento inviato il 23 dicembre successivo per correggere un refuso. Se approvata dagli elettori nel novembre 2018, avrebbe abrogato l'articolo III, Sezione 1 della Costituzione della California, che afferma che la California è "una parte inseparabile" degli Stati Uniti.
Il 26 gennaio 2017, l'ufficio del Segretario di Stato della California, Alex Padilla, ha dato l'approvazione per l'avvio del processo di raccolta delle firme.
La campagna nel 2017 è poi sfociata in polemiche a causa di voci circa il presidente di Yes California, Louis J. Marinelli, un newyorkese di origini italiane residente in Russia che venne accusato di aver ricevuto un'assistenza significativa dal governo russo per promuovere il movimento. Marinelli aveva infatti annunciato il 18 dicembre 2016 che la campagna Yes California aveva aperto un'"ambasciata" a Mosca, fungente da centro culturale per aiutare a istruire i russi sulla storia della California, promuovere il commercio e promuovere il turismo.
La campagna stava per fallire ma Marinelli riuscì per tempo a smentire le accuse e riprese intensamente le attività. Nel 2018 la raccolta firme sta riscuotendo sempre più successo e si stima che tra il 2019 e il 2021 l'organizzazione sarà addirittura in grado di indire un plebiscito legittimo e ufficiale.